# Tatra T4
T4 este numele unui tramvai produs de ČKD Tatra. Vehiculul este varianta mai îngustă a modelului Tatra T3. Un mare număr de vagoane a fost furnizat Republicii Democrate Germane, Uniunii Sovietice, României și fostei Iugoslavii sub denumirile de T4D, T4SU, T4R, respectiv T4YU. La origine, T4 a fost lansat în 1958 și, de atunci, a fost în mod continuu modernizat și copiat.

## Tipuri

### T4D

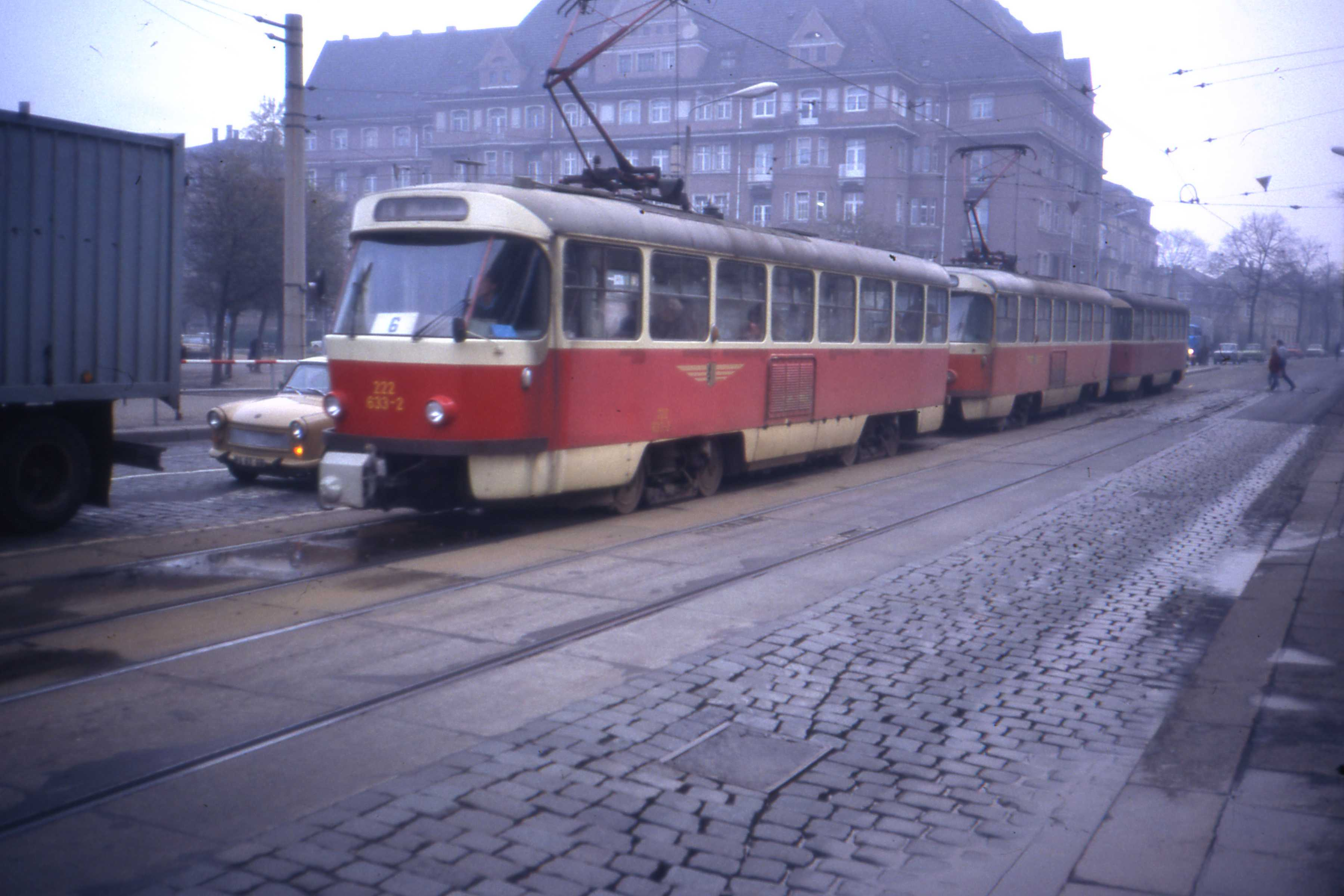
Tatra T4 Großzug în Dresda, în noiembrie 1989

În R.D. Germană, cu acest tip de tramvai, care avea o capacitate de 26 de pasageri pe scaune și 88 în picioare, au fost înzestrate patru orașe, Dresda, Halle (Saale), Leipzig și Magdeburg. Între 1968 și 1986 a fost livrat un total de 1.766 vehicule. Remorcile seriei T4D au fost denumite B4D și aveau două locuri în plus în locul cabinei vatmanului. 789 de astfel de remorci au fost livrate celor patru orașe.
Datorită acestei configurații, a fost posibilă realizarea unor ansambluri cu mai multe vagoane. Acesta a fost numit „Großzug” (în română tren mare) și era alcătuit în mod obișnuit din două vagoane motoare și un vagon remorcă. După reunificare, Germania a început modernizarea tramvaielor T4D. Vehiculele modernizate au fost codificate T4D-C (în Halle), T4D-M (în Leipzig), T4D-MS sau T4D-MT (în Dresda). Majoritatea tramvaielor T4D nemodernizate au fost scoase din serviciu. În 2010, tramvaiele T4D nemodernizate erau folosite doar ca vehicule de serviciu, pentru reparații și întreținere. Magdeburg a donat câteva tramvaie orașelor românești Oradea și Cluj-Napoca. Vehicule de la Halle sunt folosite în prezent în Kaliningrad, Iași, Belgrad (un tramvai, cu numărul de garaj 1004), Sofia; vehicule din Leipzig și Dresda circulă în Phenian (Coreea de Nord) și Rostov-pe-Don (Rusia).
Deși erau încă funcționale, tramvaiele T4D au fost retrase din serviciu în Dresda în special din motive de accesibilitate, deoarece vagoanele cu podea joasă sunt acum obligatorii în cazul oricărei achiziții. Totuși, unele T4D încă mai rulează pe linii spre și dinspre Universitatea Tehnică din Dresda, precum și în perioada piețelor de Crăciun, pentru a spori frecvența tramvaielor. În Leipzig, numărul tramvaielor cu podea joasă a fost crescut prin folosirea remorcilor cu podea joasă. 
Tramvaiul T4 se remarcă prin design-ul său distinct, care diferă de tramvaiele moderne, cu aspect de „cutie”.

### T4SU

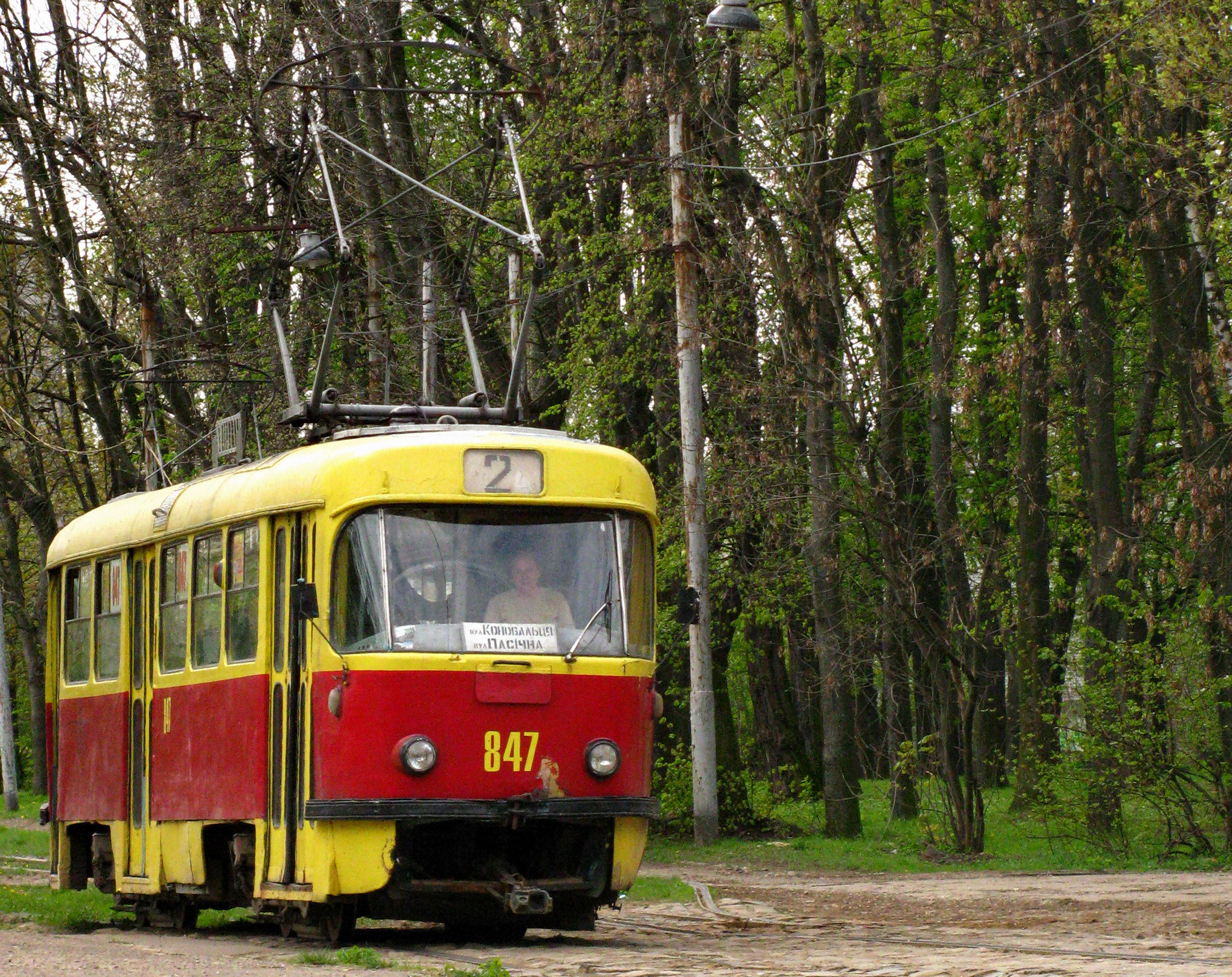
T4SU în Liov.

În URSS, precum în Republica Democrată Germană, existau rețele de tramvai care nu permiteau o lățime a vehiculelor mai mare de 2,20 m. Deoarece aceasta era prea restrictivă pentru vechile tramvaie T3, modelul T4 a fost vândut Uniunii Sovietice sub denumirea de T4SU. Au fost livrate doar automotoare, fără un al doilea vagon tractat, iar cabina vatmanului era complet închisă.

### T4R
Tramvaiele livrate României nu difereau din punct de vedere tehnic de cele livrate URSS. Deoarece vehiculele puteau fi folosite, datorită dimensiunilor reduse, pe toate rețelele românești, ele au fost utilizate mult mai frecvent față de T3. În prezent, tramvaiele T4 din toate orașele, cu excepția Bucureștiului, sunt într-o stare avansată de degradare, iar cea mai mare parte au fost retrase din serviciu.
Livrarea lor a început în 1973, pentru ITB, toate exemplarele intrând în circulație până la finalul anului 1975. În 1974 au fost introduse în Arad, iar în 1978, au intrat în circulație la Iași, Brăila și Galați. Importarea tramvaielor Tatra a fost oprită în 1981, din cauza datoriilor externe ale RSR, ducând astfel la utilizarea tramvaielor Timiș 2, deoarece erau de producție internă.
În 1998, RATB a început un proces de modernizare a vehiculelor T4R care includea realizarea unor tramvaie articulate cu șase osii din două tramvaie T4R. Noul model a fost denumit „Bucur 1”. Proiectul a progresat foarte lent din cauza problemelor financiare, iar numărul tramvaielor realizate a fost de 11 din care 7 mai sunt operaținale, deși inițial s-a dorit convertirea tuturor celor 130 de exemplare T4 în 65 de tramvaie modernizate „Bucur”. Vagoanele 3001-3003 au avut o caroserie aparte, iar vagoanale 3001 și 3002 permiteau circulația în direcții opuse. Vagonul 3003 are, însă, doar un post de manevră. Vagoanele 3004-3011 au a caroserie identică a vagoanelor V3A-CH-PPC. Producția lor a fost încetată în 2011.
Tramvaiele T4R din București sunt numerotate de la 3301 la 3431, dar au fost livrate doar 130 de bucăți. Tramvaiul cu numărul 3339 nu a fost niciodată livrat. Legende urbane spun că ČKD ar fi imprimat greșit numărul și că RATB ar fi semnat pentru un tramvai care în realitate ori nu a fost fabricat, ori a fost trimis în altă parte, ori a fost avariat înainte de livrare, apoi ČKD ar fi furnizat ultimul tramvai pentru București, numerotat 3431. Legendele sunt totuși false, deoarece documentele oficiale ale RATB menționează 130 de bucăți T4R primite de orașul București, și nu 131.
În 2019, tramvaiele T4R din București circulă în numere reduse, în mare parte pe liniile 11, 19 și 47. În septembrie 2017, acestea au fost retrase de pe linia 25, după ce un incendiu la vagonul-remorcă 3385 a dus la interzicerea circulației acestor vagoane cuplate împreună, circulând astăzi doar în formație solo. La Iași, Brăila, Galați și Arad, aceste vagoane nu mai circulă. Până la finalul anului 2019 se intenționa scoaterea definitivă din circulație a Tatrelor din București, primăria lansând licitația pentru achiziționarea unor tramvaie noi. În martie 2019, roțile vagonului 3381 s-au prăbușit pe linia 47, lucru ce a dus la retragerea permanentă a tramvaielor. Retragerea permanentă din circulație, însă, nu a fost posibilă, deoarece există o lipsă de tramvaie pe rețea, astfel, ele au fost reparate și au intrat înapoi în circulație câteva săptămâni mai târziu.

### T4YU

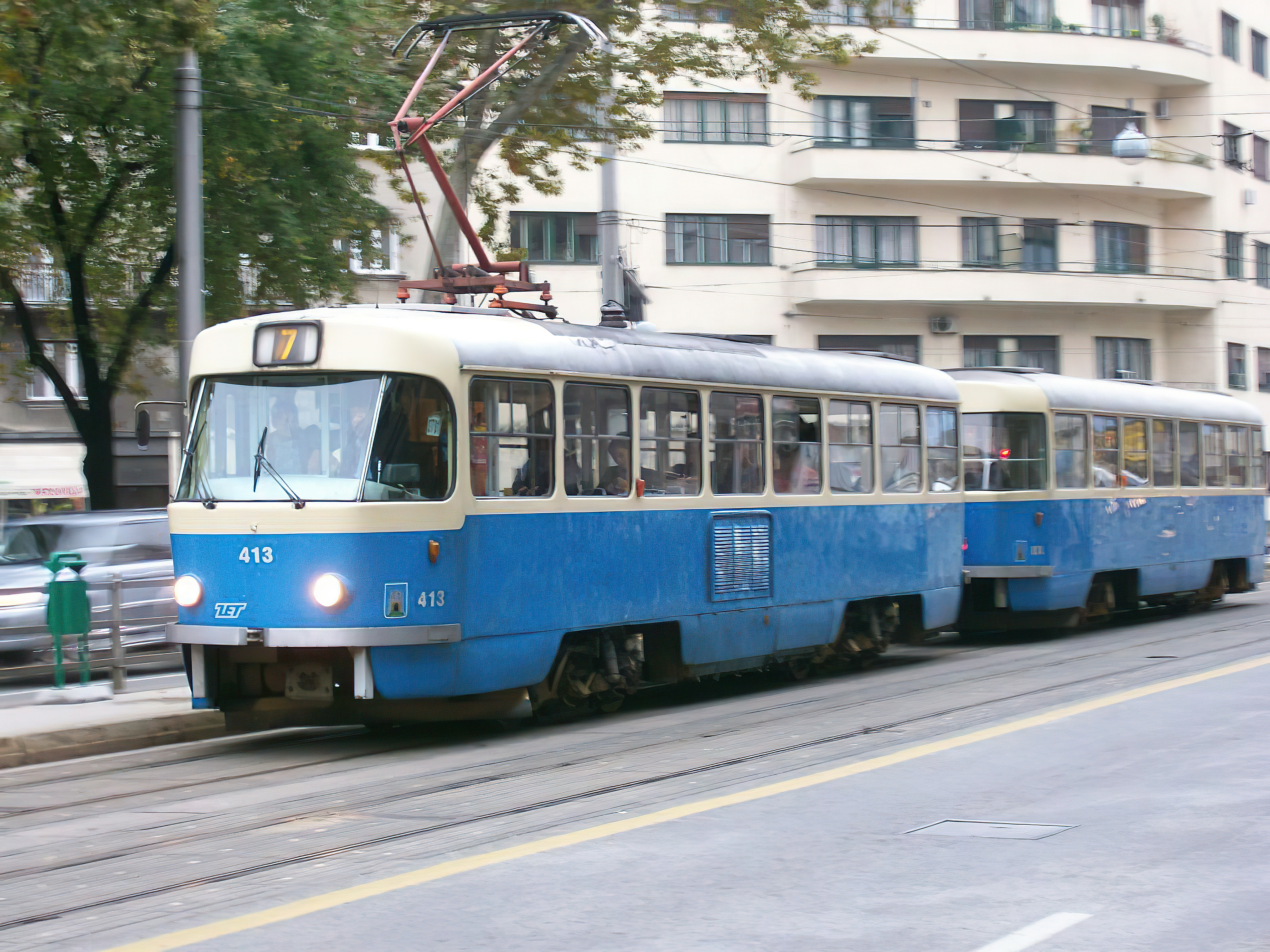
T4YU în Zagreb.

Varianta iugoslavă a T4 a început să fie livrată în 1967. Cele două vagoane motoare cumpărate inițial de capitala Belgrad foloseau echipamentul electric al T4D. Un vagon a revenit după scurtă vreme la Praga și a fost folosit pentru excursii turistice. Celălalt a fost modificat, transformat în vagon remorcă și expediat la Halle (Saale). În 1972, 20 de T4 dotate cu echipament sovietic au fost livrate Belgradului, iar aceste vehicule au fost folosite în oraș până în 1991. Astăzi un singur tramvai din Halle se mai află în funcțiune. 
Orașul croat Zagreb a cumpărat și el 95 de vehicule între anii 1976 și 1983, 60 din ele fiind încă în uz în ianuarie 2012. Tramvaiele din Zagreb sunt dotate cu un echipament electric similar cu cel al variantei est-germane.

## Producție
Între 1967 și 1987 au fost produse 3.509 tramvaie și livrate următoarelor orașe:

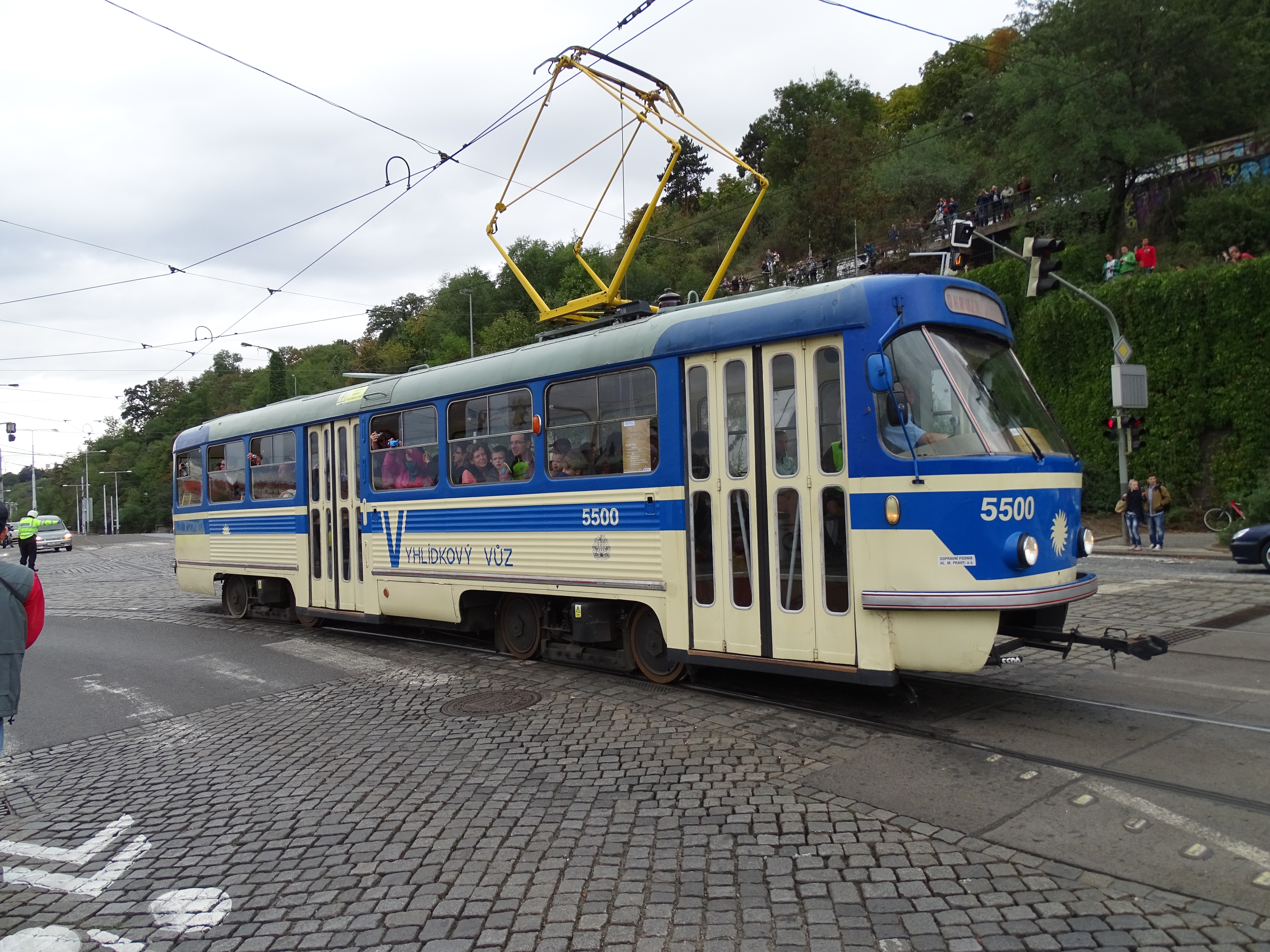
Prototipul tramvaiului T4YU din 1967. A se observa lipsa unei uși în spate.

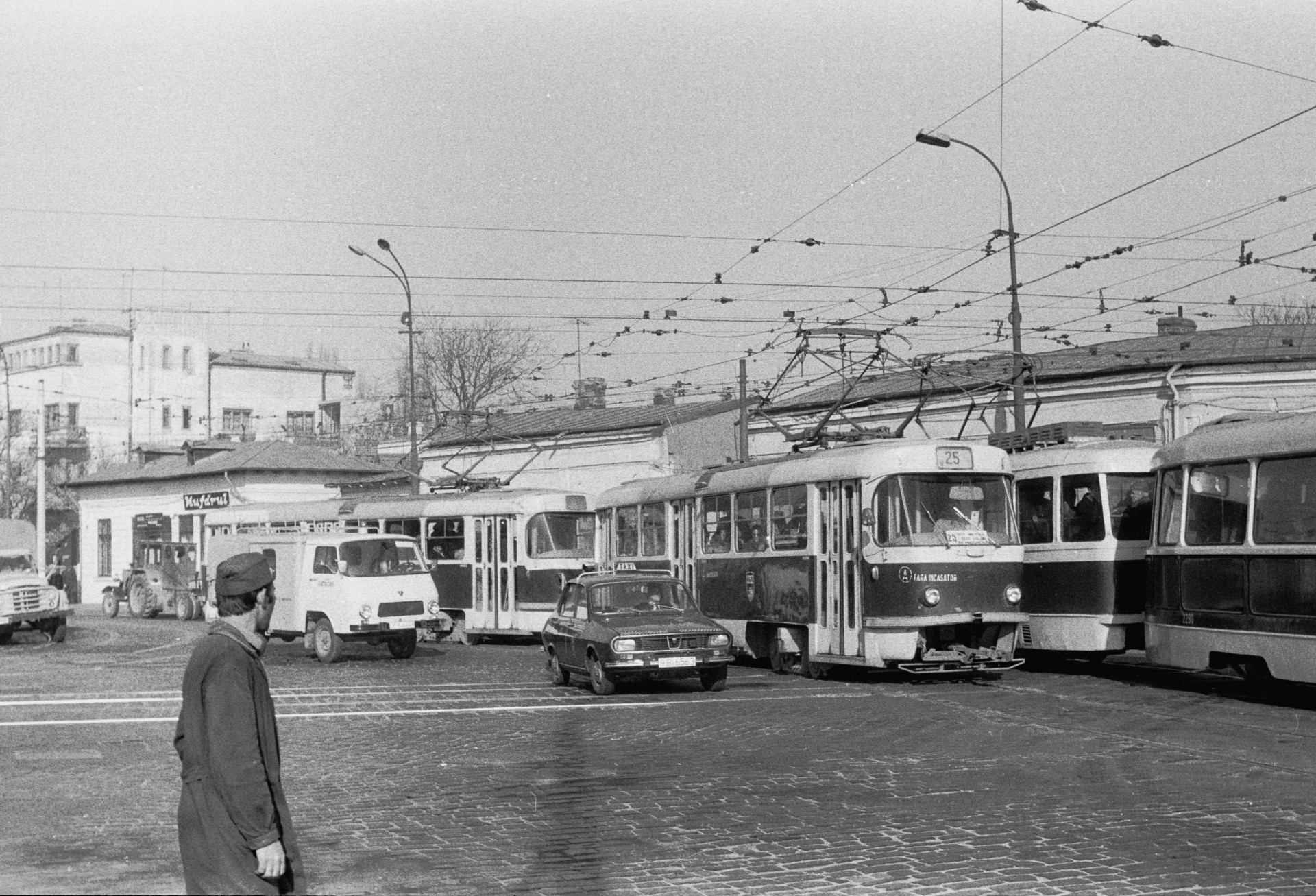
Două tramvaie Tatra T4R pe Șoseaua Panduri din București în 1978

|                                                                                            | Oraș        | An      | T4D   | B4D | T4SU | T4R | T4YU | B4YU | Total |
| ------------------------------------------------------------------------------------------ | ----------- | ------- | ----- | --- | ---- | --- | ---- | ---- | ----- |
| Republica Socialistă România                                                               | Arad        | 1974–81 | -     | -   | -    | 100 | -    | -    | 100   |
| Republica Socialistă Federativă Iugoslavia · Republica Socialistă Serbia                   | Belgrad     | 1967–72 | -     | -   | -    | -   | 22   | -    | 22    |
| Republica Socialistă România                                                               | Brăila      | 1978    | -     | -   | -    | 10  | -    | -    | 10    |
| Republica Socialistă România                                                               | București   | 1973–75 | -     | -   | -    | 131 | -    | -    | 131   |
| Germania de Est                                                                            | Dresda      | 1967–84 | 572   | 250 | -    | -   | -    | -    | 822   |
| Republica Socialistă România                                                               | Galați      | 1978    | -     | -   | -    | 10  | -    | -    | 10    |
| Germania de Est                                                                            | Halle       | 1968–86 | 323   | 124 | -    | -   | -    | -    | 447   |
| Republica Socialistă România                                                               | Iași        | 1978–81 | -     | -   | -    | 70  | -    | -    | 70    |
| Uniunea Republicilor Sovietice Socialiste · Republica Sovietică Federativă Socialistă Rusă | Kaliningrad | 1971–79 | -     | -   | 223  | -   | -    | -    | 223   |
| Germania de Est                                                                            | Leipzig     | 1968–87 | 597   | 273 | -    | -   | -    | -    | 870   |
| Uniunea Republicilor Sovietice Socialiste · Republica Sovietică Socialistă Letonă          | Liepāja     | 1976–79 | -     | -   | 15   | -   | -    | -    | 15    |
| Uniunea Republicilor Sovietice Socialiste · Republica Sovietică Socialistă Ucraineană      | Liov        | 1972–79 | -     | -   | 73   | -   | -    | -    | 73    |
| Germania de Est                                                                            | Magdeburg   | 1967–86 | 274   | 142 | -    | -   | -    | -    | 416   |
| Uniunea Republicilor Sovietice Socialiste · Republica Sovietică Socialistă Estonă          | Tallinn     | 1973–79 | -     | -   | 60   | -   | -    | -    | 60    |
| Uniunea Republicilor Sovietice Socialiste · Republica Sovietică Socialistă Ucraineană      | Vinița      | 1971–79 | -     | -   | 42   | -   | -    | -    | 42    |
| Republica Socialistă Federativă Iugoslavia · Republica Socialistă Croația                  | Zagreb      | 1976–83 | -     | -   | -    | -   | 95   | 85   | 180   |
| Uniunea Republicilor Sovietice Socialiste · Republica Sovietică Socialistă Ucraineană      | Jîtomîr     | 1977–79 | -     | -   | 18   | -   | -    | -    | 18    |
|                                                                                            |             | Total   | 1,766 | 789 | 431  | 321 | 117  | 85   | 3,509 |